# Râul Fiad
Râul Fiad este un curs de apă, afluent al râului Sălăuța. 